# Jakob Jantscher
Jakob Jantscher (n. 8 ianuarie 1989, Graz, Austria) este un fotbalist austriac, care în prezent joacă la FC Luzern în Superliga Elvețiană pe postul de fundaș stânga.

## Cariera de jucător
El a început să joace fotbal în 2003 la SC Unterpremstätten și LUV Graz în Stiria, iar la vârsta de 14 ani s-a transferat la SK Sturm Graz. Pe 20 octombrie 2007 a debutat la prima echipă, înlocuindu-l pe Thomas Krammer în meciul contra echipei Red Bull Salzburg. Jantscher a marcat primul său gol pe 24 noiembrie 2007 contra celor de la SCR Altach.
Pe 3 iunie 2010, el a smenat un contract pe patru ani cu Red Bull Salzburg. La data de 6 septembrie 2012 el a fost împrumut pentru un sezon la Dinamo Moscova, aceștia având posibilitatea de a-l cumpăra la finalul sezonului, însă acest lucru nu s-a mai întâmplat. Pe 1 septembroe 2013, Jantscher a semnat cu formația olandeză NEC Nijmegen, unde a stat doar un sezon, după care s-a transferat la FC Luzern în Superliga Elvețiană.

## Cariera internațională
Jantscher a debutat la echipa națională la data de 6 iunie 2009 într-un meci din preliminariile Campionatul Mondial din 2010 contra Serbiei. El a marcat primul său gol în amicalul pierdut cu 5-1 în față Spaniei.

### Goluri internaționale
| #  | Data              | Stadion                                | Adversar | Scor | Rezultat | Competiție  |
| -- | ----------------- | -------------------------------------- | -------- | ---- | -------- | ----------- |
| 1. | 18 noiembrie 2010 | Stadionul Ernst-Happel, Viena, Austria | Spania   | 1–5  | 1–5      | Meci amical |

## Palmares

### Club
Sturm Graz
- Cupa Austriei: 2010[1]

Red Bull Salzburg
- Cupa Austriei: 2012
- Bundesliga: 2012